# Das Märchen von der schönen Melusine
Das Märchen von der schönen Melusine, op. 32 (MWV P 12) ist eine Konzert-Ouvertüre von Felix Mendelssohn Bartholdy und entstand im Jahre 1833. Eine Aufführung von Conradin Kreutzers Oper Melusina in Berlin (das Libretto stammte von Franz Grillparzer und war ursprünglich für eine Vertonung durch Ludwig van Beethoven gedacht) regte Mendelssohn dazu an, eine eigene Ouvertüre über den Stoff zu schreiben.
Die Uraufführung der überarbeiteten Fassung fand im November 1835 im Leipziger Gewandhaus statt. Das Publikum reagierte eher verhalten auf das Werk, während der Komponist Robert Schumann es wiederum in den höchsten Tönen lobte, als er von „schießenden Fischen mit Goldschuppen, Perlen in offenen Muscheln“ sprach.

## Zur Musik
Mendelssohns Stück behandelt den Mythos von der Sagengestalt Melusine. Diese muss aus Strafe wegen ihrer Rache an ihrem Vater einen Tag in der Woche als Meerjungfrau verbringen. Die Entdeckung ihres Geheimnisses durch ihren Ehemann bringt ihr das Schicksal ein, diese Gestalt für den Rest ihres Lebens zu behalten.
Mendelssohn selbst sprach sich, unter anderem in Reaktion auf Schumanns Meinung, entschieden dagegen aus, dass seine Komposition von „roten Korallen und grünen Seetieren, von Zauberschlössern und tiefen Meeren“ handelte; sie ist eher als eine Beschreibung der Stimmung statt der Handlung zu verstehen.